# جو براون (لاعب كرة قدم)
جو براون (بالإنجليزية: Joe Brown)‏ (26 أبريل 1929 في المملكة المتحدة - 30 أكتوبر 2014 في المملكة المتحدة) هو مدرب كرة قدم ولاعب كرة قدم بريطاني في مركز الوسط. لعب مع نادي بورنموث ونادي بيرنلي ونادي ميدلزبره ونادي ألدرشوت.

## وصلات خارجية
- جو براون على موقع قاعدة بيانات كرة القدم.إي يو (الإنجليزية)